# (25938) Stoch
(25938) Stoch ist ein Asteroid aus der Gruppe der Jupiter-Trojaner. Damit werden Asteroiden bezeichnet, die auf den Lagrange-Punkten auf der Bahn des Planeten Jupiter um die Sonne laufen. Er ist dem Lagrange-Punkt L4 zugeordnet, das heißt (25938) Stoch läuft Jupiter in dessen Umlaufbahn um die Sonne um 60° voraus.
Der Asteroid wurde am 16. Februar 2001 am an der Lincoln Laboratory Experimental Test Site (ETS) (IAU-Code 704) in Socorro, New Mexico im Rahmen des Projektes Lincoln Near Earth Asteroid Research (LINEAR) entdeckt. Sichtungen des Asteroiden hatte es vorher schon mehrere gegeben: am 20. Dezember 1987 unter der vorläufigen Bezeichnung 1987 YA3 am französischen Observatoire de Calern, am 16. September 1996 (1996 SV8) am La-Silla-Observatorium der Europäischen Südsternwarte in Chile sowie am 21. Oktober und 1. November 1997 (1997 UM11) an der auf dem Kitt Peak gelegenen Außenstation des Steward Observatory.
Der mittlere Durchmesser von (25938) Stoch wurde mithilfe des Wide-Field Infrared Survey Explorers (WISE) mit 15,430 (±0,808) km berechnet, die Albedo mit 0,118 (±0,023).
Der Asteroid wurde am 8. November 2021 nach dem polnischen Skispringer Kamil Stoch benannt. Jupiter-Trojaner mit einer absoluten Helligkeit von mehr als 12,0 mag werden nach Olympioniken benannt, Stoch ist dreimaliger Olympiasieger. Der Namensvorschlag erfolgte durch die polnischen Amateurastronomen Michał Kusiak und Michał Żołnowski, die einen von ihnen entdeckten Hauptgürtelasteroiden nach Kamil Stoch benennen wollten. Die Internationale Astronomische Union (IAU) schlug vor, dass sie den Namen anstatt dessen für einen noch nicht benamten Jupiter-Trojaner verwenden können.